# Haemaphysalis mjoebergi
Haemaphysalis mjoebergi är en fästingart som beskrevs av Warburton 1926. Haemaphysalis mjoebergi ingår i släktet Haemaphysalis och familjen hårda fästingar. Inga underarter finns listade i Catalogue of Life.